# Zoroastrismo

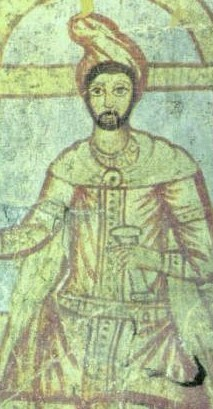
Immagine rinvenuta a Doura Europos (Siria), risalente al III secolo d.C., che, comunemente, viene intesa come quella del profeta iranico Zarathustra; più probabilmente indica "il Persiano" uno dei sette livelli di iniziazione del culto mitraico romano.

Lo zoroastrismo (definito anche zoroastrianesimo o mazdeismo, in avestico mazdayasna, cioè "adorazione di Ahura Mazda" o "culto di Mazda") è la religione basata sugli insegnamenti del profeta Zarathustra (o Zoroastro). Tra il VI secolo a.C. e il X secolo d.C. fu la religione principale più diffusa nelle regioni iraniche e dell'Asia centrale, sia teologicamente che demograficamente e politicamente.
Questa fede è chiamata dai fedeli zarathushti din (religione zoroastriana) dal nome del suo fondatore Zarathustra (derivato dal tardo medio-persiano, o lingua pahlavi, Zardukhsht anche Zardusht; anche dalla lingua persiana: Zardosht). I fedeli sono chiamati "zoroastriani" (lingua fārsì: zartoshti, zardoshti; lingua gujarati: jarthushti).
Lo zoroastrismo è indicato tradizionalmente anche con il termine Mazdayasna daēnā (medio-persiano dēn ī Māzdēsn, religione degli adoratori di Mazdā) e loro stessi come mazdayasna (adoratori di Mazdā, medio-persiano māzdēsn), indicandosi quindi come seguaci del dio creatore denominato Ahura Mazdā ("Saggio signore" o "Signore che crea con il pensiero"). Da qui la sua denominazione corrente di mazdaismo o mazdeismo ritenuta come l'unica corretta da alcuni iranisti, da non confondersi con il mazdakismo che pure attinse in questa tradizione.
Lo zoroastrismo è stato per secoli la religione dominante in quasi tutta l'Asia centrale, dal Pakistan all'Arabia Saudita, fino alla nascita e diffusione della religione islamica nel VII secolo. Tuttavia non si estinse, e piccole comunità zoroastriane permangono a oggi in Iran, Tagikistan, Azerbaigian e India (i cosiddetti Parsi, comunità fuggite dall'Iran nel periodo della sua islamizzazione e rifugiatesi in India).

## Caratteristiche
Lo zoroastrismo è una religione monoteista. Il suo testo sacro è l'Avestā, che raccoglie diversi contributi di varia origine accumulatisi lungo i secoli. Di esso solamente le gāthā (i canti religiosi) sono, secondo gli studiosi, direttamente attribuibili al profeta Zarathustra.
L'analisi critica dell'Avestā, nonché l'analisi dei dati storici e archeologici dimostra come questa fede religiosa si sia sviluppata attraverso letture dottrinali di origine monoteista, enoteista, dualista e infine nuovamente monoteista. «L'Avesta, considerato nel suo insieme, offre il quadro di una religiosità (più che di un «sistema» religioso) di tipo enoteistico, cui sottostà un fondamentale politeismo più arcaico, modificato e condizionato dalla concezione dualistica; le iscrizioni achemenidi offrono invece il quadro di un tendenziale monoteismo in Dario I (522-486 a.C.), caratterizzato da un evidente dualismo etico, e di un successivo politeismo, specialmente in Artaserse II (405-359 a.C.), sia pur sempre dominato dalla figura di Ahura Mazdā.»

## Il pensiero religioso delle "Gāthā" di Zarathuštra
Il pensiero religioso del profeta iranico Zarathustra, fondatore del mazdeismo, è dunque riportato nelle gāthā dell'Avestā. In queste gāthā Ahura Mazdā è presentato come l'inizio e la fine di ogni cosa, il Signore della vita:
(Avestā, Yasna. XXXI,8. Traduzione di Arnaldo Alberti, op. cit.)
Due Spiriti primi sono il Bene e il Male, la Verità e la Menzogna: ai seguaci del primo toccherà in sorte la Vita e la Migliore Esistenza mentre i seguaci del secondo otterranno la Non-Vita e la Peggiore Esistenza:
(Avestā, Yasna. XXX,3-4. Traduzione di Gherardo Gnoli, op. cit.)
I due Spiriti sono opposti e nulla li concilia:
(Avestā, Yasna. XLV,2. Traduzione di Arnaldo Alberti, op. cit.)
Ahura Mazdā è chiaramente il Padre dello Spirito della Verità, dello Spirito Santo (Spenta Mainyu):
(Avestā, Yasna. XLVII,3. Traduzione di Arnaldo Alberti, op. cit.)
Essendo i due spiriti, quello Santo del Bene e quello Malefico della Menzogna, "gemelli", ciò fa presumere che Ahura Mazdā sia il Padre anche dello Spirito Malefico, lo Spirito della Menzogna (Angra Mainyu). Ma:
(Gherardo Gnoli, op. cit., 482)
(Mircea Eliade, op. cit., p. 337)
(Jacques Duchesne-Guillemin, op. cit., p. 146)
Dopo un'attenta esegesi dei testi e un richiamo alle differenti posizioni degli iranisti, così Arnaldo Alberti conclude:
(Arnaldo Alberti, op. cit., p. 53)
(Gherardo Gnoli, op. cit., p. 400)
Per Jamsheed K. Choksy il messaggio di Zarathuštra fu quello di stabilire una netta differenza tra il bene e il male, ciò che era giusto da quello sbagliato, l'ordine dal disordine. "Bene", "giusto" e "ordine" furono stabiliti dalla "saggezza" (mazdā) e dall'ordinatore primordiale dell'universo spirituale e fisico, Ahura Mazdā; mentre il "male", l'"errore" e il "disordine" erano frutto di un'altra entità primordiale, Angra Mainyu.

### La lotta tra bene e male
Nodo centrale della religione è la costante lotta tra bene e male. Agli inizi della creazione, il Dio Supremo ("Ahura Mazdā", che significa "Signore Sapiente"), è caratterizzato da luce infinita, onniscienza e bontà; esso crea lo Spenta Mainyu ovvero lo "Spirito Benevolo", opposto ad Angra Mainyu (o Ahriman), lo "Spirito Maligno", signore delle tenebre, della violenza e della morte.
Il conflitto cosmico risultante interessa l'intero universo, inclusa l'umanità, alla quale è richiesto di scegliere quali delle due vie seguire. La via del bene e della giustizia (Aša) porterà alla felicità (Ušta), mentre la via del male apporterà infelicità, inimicizia e guerra.
Sono legati alla dualità di bene e male anche i concetti di Paradiso, Inferno e Giorno del giudizio. Dopo la morte corporale, l'anima della persona attraversa un ponte (Chinvato Peretu) sul quale le sue buone azioni sono pesate con quelle cattive. Il risultato decreta il destino dell'anima: Paradiso o Inferno. Quando, alla fine dei giorni, il male sarà definitivamente sconfitto, il cosmo verrà purificato in un bagno di metallo fuso e le anime dei peccatori saranno riscattate dall'inferno, per vivere in eterno, entro corpi incorruttibili, alla presenza di Ahura Mazda.
Nell'escatologia zoroastriana, alla fine dei tempi, una figura messianica, il Saoshyant, guiderà le forze del Bene alla vittoria e quindi alla redenzione del cosmo.

## Storia
Lo zoroastrismo, nel tempo diffusosi soprattutto tra i popoli iranici d'Europa (Sciti e Sarmati, per esempio) e d'Asia, fu la religione favorita dalle due grandi dinastie dell'antica Persia, gli Achemenidi e i Sasanidi. Comunque, poiché non sono sopravvissute fonti scritte persiane contemporanee di quel periodo, è difficile descrivere la natura dell'antico zoroastrismo in dettaglio.
La descrizione di Erodoto della religione persiana include alcune caratteristiche proprie dello zoroastrismo, come l'esposizione dei morti. I re achemenidi riconobbero la loro devozione ad Ahura Mazda nelle iscrizioni; comunque essi furono anche partecipi dei rituali religiosi locali a Babilonia e in Egitto, e aiutarono gli Israeliti a ritornare nella loro terra natìa, ricostruendo i loro templi, fatti che sembrano escludere che ci fosse stata da parte loro un'imposizione dell'ortodossia religiosa sui sudditi. Secondo tradizioni tarde, molti dei sacri testi andarono perduti quando Alessandro Magno distrusse Persepoli e rovesciò il regno achemenide negli anni successivi al 330 a.C.
È opinione comune che i tre saggi che sarebbero venuti dall'Impero persiano per portare doni a Gesù Cristo fossero Magi zoroastriani.
Quando la dinastia sasanide prese il potere in Persia nel 228 d.C., essa promosse l'adozione della religione zoroastriana. Molte fonti cristiane di quel periodo informano che i re sasanidi perseguitarono i cristiani in Persia. Comunque non sembra che il Cristianesimo sia stato proibito come religione nel periodo preso in esame.

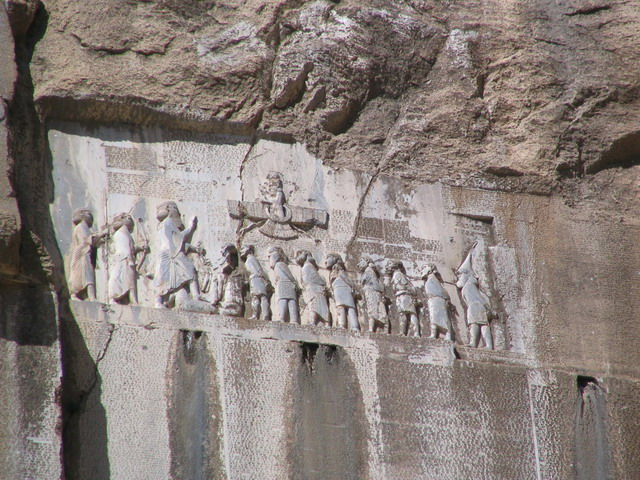
L'Iscrizione di Behistun (periodo achemenide, nell'odierno Iran)

Molti storici ritengono che i Sasanidi perseguitarono in un primo momento il Cristianesimo perché considerarono i cristiani come potenziali alleati del loro acerrimo nemico, l'Impero romano. Ma il cristianesimo antico vide anche il distacco da Roma di alcune chiese orientali. Una di queste, la chiesa nestoriana, che si pose in conflitto con le dottrine accettate a Roma e Costantinopoli, fu tollerata e, a volte, addirittura favorita dalla dinastia imperiale. Quando l'impero sasanide si impossessava di province romane vi costruiva spesso templi del fuoco. Inoltre divenne popolare la credenza che Ahura Mazda e Angra Mainyu fossero figli del dio del tempo Zurvan; tale credenza si diffuse nei secoli successivi, e diede origine alla corrente religiosa dello zurvanismo.
A partire dal VI secolo lo zoroastrismo si espanse nella Cina settentrionale, attraverso la Via della seta, ottenendo uno status di ufficialità in alcuni Stati cinesi. Templi zoroastriani rimasero fino almeno al 1130 circa nelle regioni del Kaifeng e Zhenjiang, ma dal XIII secolo la religione perse gradualmente importanza nel panorama religioso cinese.
Nel VII secolo la dinastia sasanide fu abbattuta dagli Arabi musulmani e gli zoroastriani ottennero lo status di "Popolo del Libro" (arabo Ahl al-Kitab) da parte del secondo Califfo ʿOmar. Comunque, l'uso dell'Avesta antico e delle lingue persiane fu proibito. I conquistatori islamici considerarono gli insegnamenti di Zoroastro come un culto politeistico. Lo zoroastrismo, che una volta era stato una religione dominante in una regione che andava dall'Anatolia al Golfo Persico e all'Asia centrale, non ebbe come alleato un potere militare straniero, come fu l'Impero bizantino per il Cristianesimo, e lentamente perse la sua influenza.
Nell'VIII secolo un gran numero di iranici devoti al culto zoroastriano emigrò in India, dove trovò rifugio presso Jadav Rana, un re indù dell'attuale provincia del Gujarat, ma a condizione che essi si astenessero da attività missionarie e si sposassero solamente tra loro. Anche se tali restrizioni sono vecchie di secoli, ancora oggi i Parsi (così si chiamano in India i devoti dello zoroastrismo), non fanno proselitismo e sono endogamici.

## Principi dello zoroastrismo moderno
Alcuni fra i concetti maggiori zoroastriani:
1. La filosofia zoroastriana è riassunta da uno dei principali motti della religione: "Buoni pensieri, buone parole, buone opere".
2. Parità sessuale. Uomini e donne hanno uguali diritti all'interno della società.
3. Attenzione per l'ambiente. La natura svolge un ruolo centrale nella pratica dello zoroastrismo. Le più importanti feste annuali zoroastriane riguardano celebrazioni della natura: il nuovo anno nel primo giorno di primavera, la festa dell'acqua in estate, la festa d'autunno alla fine della stagione, la festa del fuoco in mezzo all'inverno.
4. Lavoro e carità. Pigrizia e lentezza sono malviste. La carità è vista come opera buona.
5. Condanna dell'oppressione tra esseri umani, della crudeltà verso gli animali e del sacrificio degli animali. Punti nodali della religione sono l'eguaglianza di tutti gli esseri senza distinzione di razza o credo religioso e rispetto totale verso ogni cosa.
6. Liturgia. Nello zoroastrismo l'energia del creatore è rappresentata dal fuoco. I devoti del culto solitamente pregano alla presenza di qualche forma di fuoco (o davanti a fonti di luce). Il fuoco comunque non è oggetto di venerazione, ma è utilizzato semplicemente come simbolo e punto centrale del culto zoroastriano. Anticamente la funzione principale del culto era lo 'Yasna', il sacrificio dell'haoma, pozione a base di erba, bevuta come liquido sacrificale mentre veniva compiuta una serie complessa di rituali. Tale pratica fu osteggiata da Zarathustra. I seguaci dello zoroastrismo pregano cinque volte al giorno.

Altri concetti:
1. Matrimonio interreligioso e proselitismo. Gli zoroastriani non hanno attività missionaria e i Parsi conservatori non accettano le conversioni, mentre i Parsi "liberali" e molti zoroastriani della diaspora europea e americana le ammettono. In India, i Parsi hanno l'abitudine di sposarsi tra consanguinei, come avveniva in Persia, dove era consentita l'endogamia con madri, sorelle e figlie (per esempio Cambise e Rossane, figli entrambi di Ciro). In Iran, a causa della discriminazione tuttora esistente, il matrimonio tra devoti di religioni diverse non è ufficialmente incoraggiato dalle autorità.
2. Morte e sepoltura. I rituali religiosi connessi con la morte sono concentrati sull'anima della persona e non sul corpo, considerato impuro. Alla morte, l'anima lascia il corpo dopo tre giorni. Nei tempi antichi il cadavere veniva esposto in luoghi aperti e sopraelevati, chiamati torri del Silenzio, dove gli avvoltoi l'avrebbero mangiato. Anche gli imperatori persiani quali Dario, Ciro, Serse e Artaserse, in quanto zoroastriani, sono stati spolpati dagli avvoltoi prima di essere sepolti nei rispettivi sepolcri a Persepoli e a Naqs-i-Rustam. La tradizione dell'esposizione dei cadaveri è attualmente seguita solamente dai Parsi. Gli zoroastriani dell'Iran ricorrono alla cremazione elettrica o all'inumazione (in tal caso la bara è posta nel cemento per proteggere la purezza della terra).

## Seguaci
Zoroastro era originario dell'Atropatene, nell'odierno Azerbaigian. Dopo l'occupazione islamica i seguaci azeri hanno sofferto molto perché non accettavano la nuova religione, ma volevano mantenere le loro tradizioni religiose legate al fuoco sacro, preferivano morire piuttosto che convertirsi all'Islam, allora i musulmani permisero ai seguaci dello zoroastrismo di rimanere nella loro fede solo pagando una "tassa dell'anima": si trattava di una tassa molto alta, al cui mancato pagamento, i soldati arabi portavano via tutti gli animali e proprietà della persona, poi schiavizzavano i figli e infine la persona stessa che perdeva la libertà totalmente.
Ovviamente si potevano evitare tutte queste complicazioni diventando subito musulmani, ma molti azeri hanno preferito la resistenza fino all'ultimo e sono letteralmente stati forzati a diventare musulmani rimanendo costretti a scegliere tra la libertà dell'"anima" e la libertà di religione. Per questo gli arabi ai tempi soprannominarono gli azeri come «musulmani di spada», perché convertiti a forza di sangue e morte. Finora il popolo comunque mantiene molte tradizioni di culto zoroastriano come le feste principali in primavera che viene considerata come l'inizio del nuovo anno, della vita, la vittoria del bene sul male, della luce, cioè del sole (simbolo del Bene e di Dio) sulle tenebre.

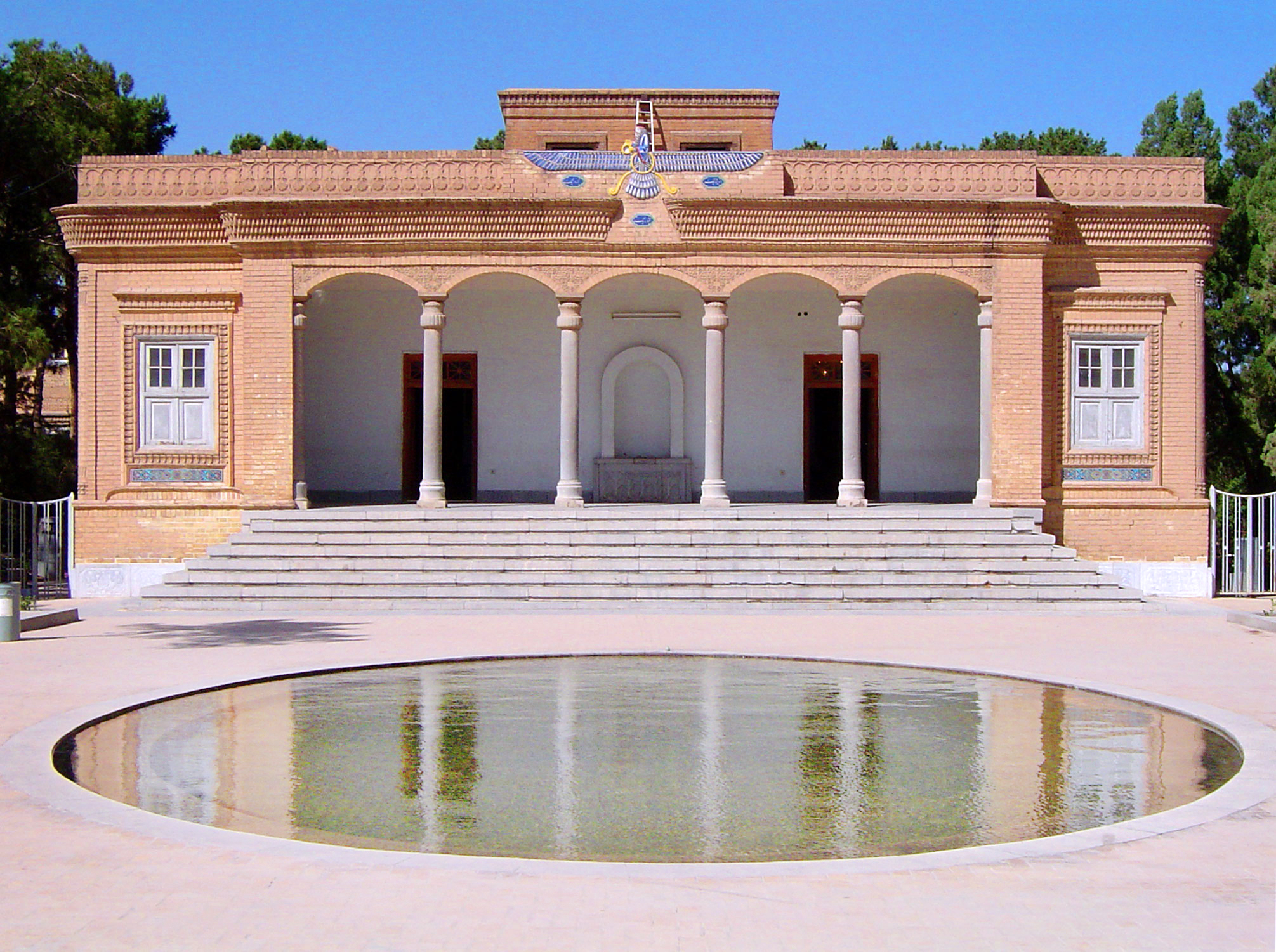
Tempio zoroastriano a Yazd in Iran

Il giorno della festa è l'ultimo martedì prima dell'equinozio di primavera, cioè prima del 21 marzo. La notte di quel martedì viene considerata magica, e alcuni credono che possano accadere dei miracoli. Quel giorno bisogna fare pace con i nemici e chiedere perdono a coloro che si sono offesi. La gente si veste con indumenti belli e nuovi, secondo la tradizione, i bambini bussano alle porte lasciando davanti un sacco per qualche dono e poi si nascondono. Per la tradizione, quel giorno non si può mandare indietro nessuno senza un dono, anche se non si sa chi bussa alla porta.
Poiché se fosse anche un nemico, deve ricevere solo del bene nel giorno sacro. Sul tavolo si mettono dei dolci a forma di sole (rotondo, giallo-rosso), stella (un rombo con quattro punte che sarebbero collegate attraverso un punto centrale il quale ricorda molto la croce, e forse per questo si suppone che i re magi fossero zoroastriani) e infine un dolce a forma di mezzaluna, quindi i corpi celesti su quale si basa il calcolo del giorno della festa. Inoltre mettono sul tavolo di festeggiamento delle uova colorate che sembrano anticipare di molto le uova di Pasqua decorate tipiche dei paesi cristiano-ortodossi. Si prepara il pesce, che secondo alcune fonti è simbolo di Ahura Mazda vincente. Tutti questi dettagli e anche il periodo di festeggiamento, sembrano dunque riproporsi nella Pasqua, che potrebbe avere qualche origine comune con la festa zoroastriana.
Durante i festeggiamenti si salta sopra il fuoco che simboleggia la liberazione dai peccati, dal male, dalle malattie che vengono lasciate bruciare nel fuoco sacro. Questo rito prende origine dal credo zoroastriano circa il ponte per paradiso: dopo la morte l'anima passa sopra quel ponte sottile quanto un capello, se l'anima è innocente, passa senza problemi ed entra nel paradiso, altrimenti l'anima è appesantita dai peccati cade nel fuoco purgatorio dell'inferno che si trova sotto il ponte.
Non casualmente il nome «Azerbaigian» ha un significato collegato al fuoco, letteralmente significa «terra di fuoco». Nella capitale Baku si trova un antico tempio del fuoco Ateshgah, meta di credenti provenienti fino dall'India attraverso la Via della seta, che giungevano qui per pregare e meditare davanti all'eterno fuoco sacro che esce dalla terra.
Attualmente comunità zoroastriane si possono trovare soprattutto in India, Pakistan e Iran. La diaspora zoroastriana comprende due gruppi principali: i Parsi di ambiente sud-asiatico e gli zoroastriani dell'Iran. Questi ultimi sono sopravvissuti in Iran a secoli di persecuzioni, come altre minoranze religiose. Comunità zoroastriane esistono a Teheran, a Yazd e a Kerman, dove molti parlano ancora un dialetto diverso dalla lingua iranica. Essi chiamano la loro lingua Dari.

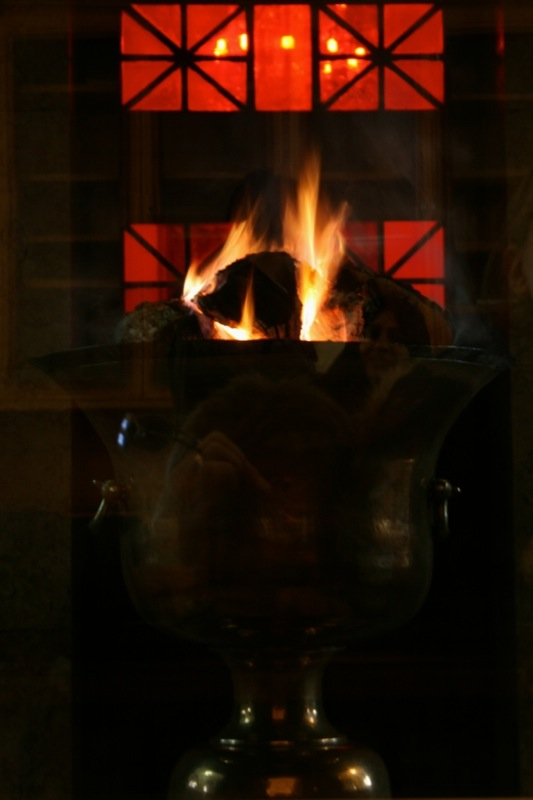
Fuoco sacro perennemente acceso nel tempio di Yazd

I Parsi nell'Asia meridionale hanno goduto, invece, di una relativa tolleranza. I Parsi sono famosi per le attività svolte nel campo dell'educazione e sono diventati una specie di casta economicamente forte all'interno della società indiana. C'è inoltre un crescente interesse fra le popolazioni Curde, soprattutto quelle del Tagikistan e Kazakistan, per l'antica eredità zoroastriana. Infatti, l'UNESCO (su pressione del governo del Tagikistan) ha proclamato il 2003 anno della celebrazione del "3000º anniversario della cultura zoroastriana" con manifestazioni speciali in tutto il mondo.
Piccole comunità zoroastriane esistono nei maggiori centri urbani degli Stati Uniti, Canada, Gran Bretagna, Australia e in altri paesi. In Italia esiste da alcuni anni una minuscola diaspora, con alcune associazioni presenti sul territorio. 
La popolazione mondiale di zoroastriani è stimata tra le 300.000 e le 350.000 unità. Di questi 90.000 circa sono Parsi dell'India.

## Relazioni con altre religioni
Gli studi riguardo a se e a quali concetti l'ebraismo (e quindi a loro volta Cristianesimo e Islam) abbia importato dallo Zoroastrismo o viceversa, sono ancora non concordi e non possono considerarsi definitivi.
Alcuni studiosi credono che i concetti chiave dell'escatologia e della demonologia dello Zoroastrismo e probabilmente anche il concetto di risurrezione, abbiano influenzato le religioni abramitiche. D'altra parte, lo Zoroastrismo stesso ha ereditato idee da altri sistemi di credo e, come altre religioni praticate, integra diversi culti attraverso il sincretismo.

## Zoroastriani famosi
- Alexander Bard, cantante svedese.
- Johannes Itten, pittore e insegnante svizzero del Bauhaus.
- Zubin Mehta, direttore d'orchestra indiano.
- Freddie Mercury, cantante rock e pianista britannico.
- Dadabhai Naoroji, intellettuale e politico indiano.
- Kaikhosru Shapurji Sorabji, compositore, critico musicale e pianista britannico.
- Nariman Eruch Avari, noto come Erick o Eric Avari, attore indiano.